# Juanma (football, 1977)
Pour les articles homonymes, voir Juanma.
Juan Manuel Delgado Moreno dit « Juanma » est un footballeur espagnol, né le 13 janvier 1977 à Huelva. Il évolue au poste de défenseur central.

## Biographie
Natif d'Huelva, Juanma évolue à l'Ayamonte CF, avant de commencer sa carrière professionnelle au Recreativo de Huelva en 1997. Il rejoint deux ans plus tard l'équipe de l'Atlético de Madrid B. Il joue ensuite pour l'UD Salamanque en 2000, avant de partir en janvier 2001 pour le Racing de Santander, avec lequel il joue plus de 100 matchs en première division.
Juanma est le premier choix du nouvel entraîneur du Deportivo La Corogne, Joaquín Caparrós, en juillet 2005 ;  il est l'auteur d'un doublé en octobre 2005 face au Real Madrid, il marquera quatre buts lors de la saison 2005–2006. Il atteint avec le Deportivo la finale de la Coupe Intertoto en 2005, s'inclinant face à l'Olympique de Marseille.
La saison suivante, il perd sa place de titulaire au profit du Portugais Jorge Andrade. Il rejoint le CD Tenerife en deuxième division en 2007, avant de terminer sa carrière au Cádiz CF.

## Palmarès
- Racing de Santander
  - Vice-champion de Liga Adelante (D2) en 2002

- Deportivo La Corogne
  - Finaliste de la Coupe Intertoto en 2005